# Ikorodu
Ikorodu – miasto w południowo-zachodniej Nigerii w stanie Lagos. Liczy ok. 535 tys. mieszkańców.